# Andrzej Pinno
Andrzej Pinno (ur. 17 lutego 1927 w Radomiu, zm. 1 lipca 2006 w Arlington) – polski architekt.

## Życiorys
Syn Alfonsa Pinno, kuzyn Magdaleny Abakanowicz.
Ukończył studia na Wydziale Architektury Politechniki Warszawskiej oraz na Wydziale Architektury Wnętrz Akademii Sztuk Pięknych. Jako architekt był zatrudniony przy odbudowie Warszawy, m.in. projektował osiedla na Bielanach. Tworzył także projekty architektoniczne wnętrz w Polsce i od 1964 w Stanach Zjednoczonych. Po opuszczeniu Polski studiował na Wydziale Urbanistyki na Uniwersytecie Harvarda w Cambridge, gdzie później był wykładowcą. Pod koniec życia był profesorem Uniwersytetu Teksańskiego w Arlington. Po 2000 ofiarował radomskiemu Muzeum im. Jacka Malczewskiego należącą do rodziny kolekcję obrazów i rzemiosła artystycznego (głównie z XIX wieku), za co został odznaczony w 2005 nagrodą Hetmana Kolekcjonerów Jerzego Dunin-Borkowskiego.